# Desmos saccopetaloides
Desmos saccopetaloides är en kirimojaväxtart som först beskrevs av Wen Tsai Wang, och fick sitt nu gällande namn av Ping Tao Li. Desmos saccopetaloides ingår i släktet Desmos och familjen kirimojaväxter. Inga underarter finns listade i Catalogue of Life.